# Yunnan Tin
Yunnan Tin Group («Олово Юньнани») — китайская государственная горнодобывающая и металлургическая компания, крупнейший в стране поставщик олова. Основным активом группы является публичная Yunnan Tin Company Limited. 

## История
В 1883 году Цинские власти основали в Гэцзю промышленное и коммерческое бюро, положившее начало Yunnan Tin. В 1998 году была основана дочерняя Yunnan Tin Company Limited, которая в 2000 году вышла на Шэньчжэньскую фондовую биржу.
В 2021 году Yunnan Tin занимала 334-е место среди 500 крупнейших предприятий Китая, 154-е место среди 500 крупнейших промышленных предприятий Китая и 23-е место среди 50 крупнейших предприятий цветной металлургии Китая.

## Деятельность
Yunnan Tin занимается разведкой и добычей сырья, обогащением руды, выплавкой олова и других цветных металлов, производством химикатов и новых материалов. Основная продукция — олово в слитках, оловянные материалы и химикаты (в том числе сплавы, проволока, профили, припои, сульфат олова, оксид олова, диоксид олова, хлорид олова, пирофосфат олова), медь, цинк, индий, галлий, драгоценные металлы (золотые и серебряные слитки), мышьяковые химикаты.
Основные сырьевые базы Yunnan Tin расположены в провинции Юньнань, Мьянме и Австралии. 

### Структура
- Yunnan Tin Company Limited / YTC (Гэцзю) — дочерняя компания Yunnan Tin Group, основана в 1998 году, занимается добычей и переработкой сырья, производством олова, свинца, меди, цинка и индия; 15,5 тыс. сотрудников, по состоянию на 2022 год продажи составили 52 млрд юаней, активы — 36,67 млрд юаней[5][6][7][8]. 
  - Yuntinic Resource Inc. (Сан-Матео) — дочерняя компания Yunnan Tin Co. Ltd., основана в 2003 году, занимается сбытом олова, индия, висмута и свинца[9].
  - Yuntinic Resources GmbH (Дюссельдорф) — дочерняя компания Yunnan Tin Co. Ltd., основана в 2004 году, занимается сбытом олова и химикатов[10].
  - Yuntinic Hong Kong Resources Co. Ltd. (Гонконг) — дочерняя компания Yunnan Tin Co. Ltd., основана в 2011 году, занимается сбытом олова и химикатов, финансовыми операциями[11].
- Yunnan Tin Australia Investment Holding (Сидней) — дочерняя компания Yunnan Tin Group, основана в 2007 году, занимается разведкой, добычей и обогащением оловянной руды[12].
- Sino-Platinum Metals Company Limited (Куньмин) — дочерняя компания Yunnan Tin Group, основана в 2000 году, занимается производством платины, палладия, иридия, родия, серебра и технического алюминия; 1,73 тыс. сотрудников, по состоянию на 2022 год продажи составили 40,75 млрд юаней, активы — 13,07 млрд юаней[13][14][15][16][17].